# مصادقة

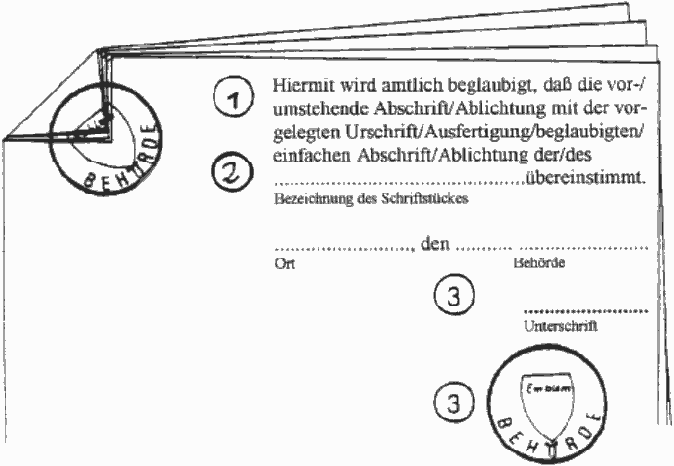

مصادقة أو تصديق الوثائق هي إجراء تقوم بموجبه سلطة ما بإعطاء ثقتها بأصالة وثيقة أو مطابقة نسخة للأصل.